# Taylor Knibb
Taylor Knibb (ur. 14 lutego 1998) – amerykańska triathlonistka, srebrna medalistka olimpijska.
Wystąpiła podczas igrzysk olimpijskich w Tokio w dwóch konkurencjach triathlonowych – zajęła 16. miejsce w zawodach indywidualnych oraz zdobyła srebrny medal olimpijski w sztafecie mieszanej (wraz z nią amerykańską sztafetę stanowili: Katie Zaferes, Kevin McDowell i Morgan Pearson).